# Мишель, Франсуа-Эмиль
Франсуа́-Эми́ль Мише́ль (фр. François Émile Michel; 19 июля 1828 года, Мец — 24 мая 1909 года, Париж) — французский художник и историк искусства; ученик Марешаля (Laurent-Charles Maréchal) и Мижетта (Auguste Migette); был известен публикациями о фламандской и голландской живописи.

## Творчество
Важнейшие его картины:
- «Берега Орны» (в нантском музее, 1853);
- «Сбор оливок» (в мецком музее, 1861);
- «Охота на утёсистом морском берегу» (там же, 1868);
- «Летняя ночь» (в музее Нанси, 1872) и «Осенний посев».

Публикации:
- «Rembrandt, sa vie, son oeuvre et son temps» (со множеством иллюстраций, Париж, 1893)
- «Rubens, sa vie, son oeuvre et son temps» (со множ. иллюстр., Париж, 1900).
- В серии книжек под заглавием «Les artistes célébres», выходивших под его редакцией, были напечатаны его монографии о Рембрандте, Г. Терборхе и Я. Рюисдале и пейзажистах гарлемской школы.